# Composé bicyclique

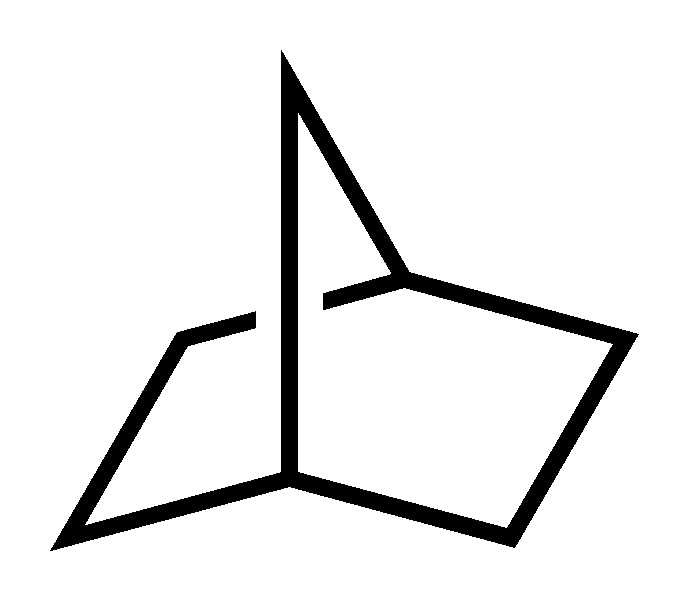
Norbornane ou bicyclo[2.2.1]heptane.

Décaline ou bicyclo[4.4.0]décane.

Spiro[2.2]pentane, une molécule spirocyclique.

Un composé bicyclique est une molécule qui présente deux cycles fusionnés. Les molécules bicycliques sont très communes dans les composés organiques ou inorganiques.
La fusion des cycles peut s'opérer de trois façons :
- partage d'une séquence d'atomes (branche et tête de pont). Par exemple, le norbornane ou bicyclo[2.2.1]heptane peut être vu comme deux cycles cyclopentane qui partagent trois de leurs cinq atomes, soit deux atomes tête de pont et trois branches de longueur 2, 2 et 1 : les atomes tête de pont ne sont pas comptés dans la longueur des branches ;
- partage d'une liaison entre deux atomes. Par exemple, La décaline ou bicyclo[4.4.0]décane a une liaison C-C partagée entre deux cycles cyclohexane, soit une branche qui ne contient aucun atome donc de longueur 0 ;
- partage d'un simple atome (spirocyclique), formant un composé spiro. Par exemple, le spiro[2,2]pentane, soit un atome spiro et deux branches de longueur 2 (l'atome spiro n'est pas compté).

Les composés à bicycle spiro sont moins courants que les autres types de bicycles.

## Nomenclature
Les noms des molécules bicycliques suivent une nomenclature stricte. Pour ces composés qui ne sont pas spiro, on ajoute le préfixe bicyclo suivi par, entre crochets et séparé par un point et dans l'ordre décroissant, le nombre d'atomes entre chaque tête de pont. Par exemple, pour le bicyclo[2.2.1]heptane, le squelette carboné contient 7 atomes de carbone donc la racine du nom est heptane. Cette molécule a trois branches de 2, 2 et 1 atome ce qui forme bicyclo[2.2.1]. La numérotation de tels bicycles commence par un atome tête de pont et suit les branches par ordre de longueur, de la plus longue à la plus courte ou d'une des plus longues en cas d'égalité.
Pour les composés spiro, des noms tels que spiro[2.4] sont utilisés, indiquant qu'il y a deux cycles de 3 et 5 atomes attachés par un atome spiro (qui n'est pas lui-même compté). La numérotation de tels composés commence par un atome voisin d'un atome spiro dans le plus petit cycle ou un des plus petits en cas d'égalité, suit le cycle le plus petit jusqu'à l'atome spiro et continue du même côté du bicycle (pas de croisement).

## Stéréoisomérie
Les bicycles sont susceptibles de présenter un type spécial d'isomérie : l'isomérie endo-exo. La détermination des stéréoisomères est un peu délicate bien que parfaitement définie.

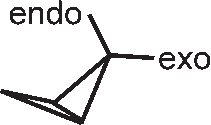
Isomérie endo-exo pour le 2-méthyl bicyclo[1.1.0]butane.

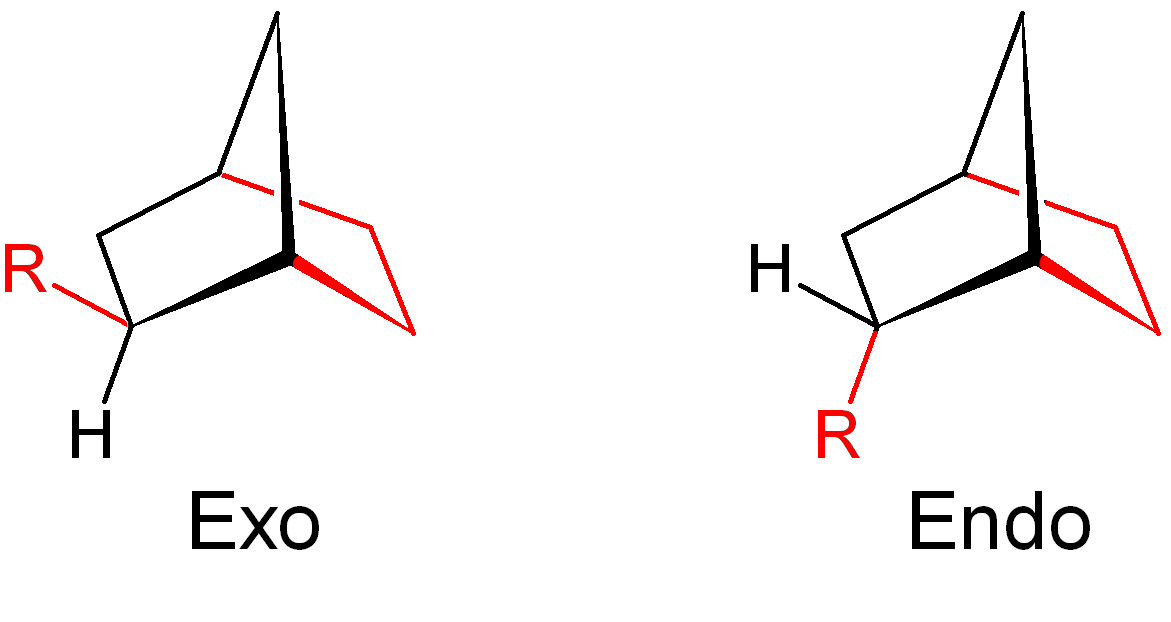
Isomérie endo-exo dans le norbornane.